# Иоанн (Ковалевский)
Епи́скоп Иоа́нн (фр. évêque Jean, в миру Евгра́ф Евгра́фович Ковале́вский; 26 марта (8 апреля) 1905, Санкт-Петербург, Российская империя — 30 января 1970, Париж, Франция) — французский религиозный деятель, художник, писатель и философ русского происхождения. Основатель и глава французской православной миссии, в составе которой пребывал сначала в Московском Патриархате, затем в Западноевропейском экзархате Константинопольского Патриархата, а затем при посредстве архиепископа Иоанна (Максимовича) был принят в Русскую православную церковь заграницей и хиротонисан во епископа Сен-Денийского. Стал широко известен под именем Иоа́нн-Некта́рий (фр. Jean-Nectaire), хотя сам так никогда не подписывался. После кончины архиепископа Иоанна покинул РПЦЗ и основал неканоническую «Французскую кафолическую православную церковь».

## Биография

### Ранние годы
Отец — Евграф Петрович Ковалевский, мать — педагог Инна Владимировна Ковалевская (урожд. Стрекалова; 1877—1961). Брат Петра и Максима Ковалевских.
В феврале 1920 года выехал с родителями из Севастополя во Францию. Жил в Ницце, где 18 октября 1921 года был посвящён во чтеца в Никольском русском соборе. Затем переехал в Париж, где завершил своё среднее образование. Вместе с братьями прислуживал в соборе Александра Невского в Париже. С юности увлёкся идеей несения православной веры французам.

### Деятельность в Братстве святого Фотия
В 1925 году стал одним из основателей Братства святого Фотия в Париже, одной из главных задач которого провозглашалась проповедь Православия на Западе. В конце 1927 года по благословению митрополита Евлогия (Георгиевского) при участии Ковалевского и других членов братства святого Фотия в Париже был основан приход в честь Преображения Господня и во имя святой Женевьевы (Геновефы), где богослужение впервые стало систематически совершаться на французском языке. До 1931 года служил псаломщиком на этом приходе.
Окончил филологический факультет Парижского университета (Сорбонны). Окончил Свято-Сергиевский православный богословский институт в Париже в 1928 году. Занимался живописью. Работал в мастерской художников В. И. Шухаева и А. Е. Яковлева.
В 1931 года после перехода митрополита Евлогия в юрисдикцию Константинопольского Патриархата остался в каноническом подчинении Московского Патриархата вместе с другими членами братства святого Фотия. Оставшиеся немногочисленные приходы Московского Патриархата в Западной Европе были подчинены митрополиту Виленскому и Литовскому Елевферию (Богоявленскому).
В это время Евграф Ковалевский стал всерьёз интересоваться западным обрядом, интерес к которому у него появился после знакомства с 1927 году с Луи-Шарлем Винаром, главой «Католико-евангелической церкви», который рассматривал для себя возможность перехода в православную церковь, но желал при этом сохранить обряд, по которому служил. Винар пытался присоединиться к Западноевропейскому экзархату митрополита Евлогия (Георгиевского), но эта идея не получила одобрения со стороны Константинопольского Патриархата, в ведении которого с 1931 года находился Западноевропейский экзархат. После этого Винарт обратился с прошением в Московский Патриархат. При этом члены братства Святого Фотия, в том числе Евграф Ковалевский, всячески содействовали благоприятному решению этого дела.
Впоследствии в своем очёрке «Православие во Франции» Ковалевский настаивал, что древняя Галлия получила христианство не из Рима, а с Востока, причём крещена была даже чуть раньше, чем Рим. Непосредственными просветителями Галлии были восточные святые — апостолы Трофим и Дионисий Ареопагит, праведный Лазарь Четверодневный, священномученик Ириней Лионский. При этом Галльская Церковь по мнению Ковалевского была самостоятельной и лишь со временем попала под власть Папского Престола. В основе галликанской литургии, как был убеждён Ковалевский, была не римская, а сирийская литургия. Принятие французами православия он рассматривал не как переход в другую конфессию, а возвращением к истокам.
Вместе с тем уже в тот момент проявился своеобразный авантюризм Евграфа Ковалевского. Без ведома самого Винара Ковалевский вступил в переписку с Заместителем Патриаршего местоблюстителя митрополитом Сергием (Страгородским) и управляющим Патриаршими приходами в Западной Европе митрополитом Елевферием (Богоявленским). В письмах Ковалевский указывал, что в общине состоят десятки священников и несколько тысяч верующих, что массы римо-католиков, желающих перехода в православие, имеются не только во Франции, но и в других странах Западной Европы. Во время своего визита в Париж митрополит Елевферий заметил, что никаких «тысяч» нет и в помине, тем не менее Евграф Ковалевский смог убедить митрополита в необходимости приятия Винара в православие.
16 июня 1936 года Заместитель Патриаршего Местоблюстителя митрополит Сергий (Страгородский) по ходатайству братства святителя Фотия издал указ № 1249, в котором было оговорено, как будут приняты в Православие Винар и его последователи. 1 декабря 1936 года смертельно больной Винар был присоединён к Православию в сане пресвитера, который тот получил в католической церкви. Вскоре после этого он был пострижен в монашество и возведён в сан архимандрита.
В январе 1937 года при братстве святителя Фотия была создана «комиссия по делам Западного Православия», одним из членов которой стал Евграф Ковалевский. Главной задачей комиссии была выработка чина литургии для использования в православных общинах западного обряда.
После кончины 3 марта 1937 года архимандрита Иринея (Винарта), согласно его завещанию, руководство православным приходом западного обряда в честь Вознесения Господня было поручено Люсьену Шамбо и Евграфу Ковалевскому. Люсьен Шамбо был священником в общине Винара и был в православие прият вместе с ним и почти одновременно с Ковалевским был рукоположён в священный сан.
5 марта 1937 года управляющий западноевропейскими приходами Московского Патриархата митрополит Виленский и Литовский Елевферий (Богоявленский) рукоположил Евграфа Ковалевского в сан диакона, 6 марта — в сан иерея и назначил его клириком Вознесенского прихода.
На похоронах архимандрита Иринея, где Евграфу Ковалевскому поручили переводить на французский язык надгробное слово митрополита Елевферия, произошёл ещё один неприятный инцидент. Иерарх в своей речи не стал скрывать ошибок, допущенных архимандритом Иринеем на его пути к православию. Евграф Ковалевский посчитал слова митрополита несправедливыми и вместо перевода фактически стал говорить свое собственное надгробное слово. Митрополит Елевферий, заметивший хитрость Евграфа, попросил переводить другого переводчика — диакона Владимира Родионова. Но при публикации надгробного слова в журнале «Духовное единство» священник Евграф Ковалевский серьёзно изменил текст, убрав все жесткие выражения, касавшиеся Винара. Митрополит Елевферий, узнав об этом, приказал изъять номер журнала из обращения.
Тогда же между Шамбо и Ковалевским возникли существенные разногласия в вопросе о том, какая именно литургия должна служиться в приходах западного обряда: если Евграф Ковалевский стремился реконструировать древнюю галликанскую литургию, то Люсьен Шамбо ориентировался на приспособление уже существовавшей на тот момент франкоязычной западной литургии и бенедиктинского устава, стремясь продолжать ту литургическую традицию, которая была в общине Винара. 10 ноября 1937 года в результате конфликта между Шамбо и Ковалевским по данному вопросу митрополит Елевферий издал распоряжение о командировании иерея Евграфа для временного исполнения пастырских обязанностей в храм Державной иконы Божией Матери в Ницце.
В 1939 году с разрешения митрополита Елевферия иерей Евграф Ковалевский вернулся в Париж, где при поддержке братства святого Фотия организовал и 27 августа того же года открыл новый приход западного обряда во имя священномученика Иринея Лионского, настоятелем которого был назначен. При этом разрешение на создание прихода было получено с помощью махинации, когда в список из 25 прихожан было включено только четверо православных.
C началом Второй мировой войны 3 сентября того же года был призван во французскую армию, и деятельность нового прихода была приостановлена. 13 мая 1940 года попал в немецкий плен. Провёл долгое время в лагере Шталаг IV-B близ Мюльберга в Саксонии. Позже был переведён в лагерь русских военнопленных Сталаг, где духовно окормлял солагерников. Через некоторое время он был арестован и отправлен в тюрьму за антифашистскую пропаганду, но по причине болезни был вновь перевёден в лагерь для пленных французов.

### Глава общин галликанского обряда Западноевропейского экзархата Русской православной церкви
В октябре 1943 года после освобождения из лагеря, вернулся в Париж, где в декабре того же года при часовне священномученика Иринея Лионского, открытой в 1942 года в Париже на острове Сен-Луи, им был основан литургический центр святого Иринея, в задачу которого входило воссоздание галликанского обряда на основе исследований литургических рукописей VI—VIII веков. 11 ноября 1944 года часовня священномученика Иринея была преобразована в западноправославный приход, настоятелем которого был назначен иерей Евграф.
В том же году он стал одним из наиболее активных членов возобновившей работу комиссии по делам Западного Православия, которая предприняла попытку создания унифицированного чина литургии для всех приходов западного обряда. 15 ноября 1944 года ради решения этой задачи при поддержке французских интеллектуальных кругов священник Евграф Ковалевский был открыл и возглавил Французский православный институт святого Дионисия в Париже. Впрочем и тут не обошлось без недоразумения: для рекламы института расклеивались афиши, где сообщалось о внушительном количестве факультетов, о тесных связях с Сорбонной и т. д. Это не соответствовало реальности и в конечном счёте дискредитировало православную церковь.
К весне 1945 года был выработан текст, получивший название «литургии согласно св. Герману Парижскому». Православный священник западного обряда Михаил Кайзер отмечал: «Первой проблемой, которую нужно решить, было то, что именно служить. Они выбрали то, что называется Литургией святого Германа, существовавшей примерно в девятом веке, которая, как они полагали, неоспорима в традиции Франции. Проблема этой литургии заключалась в том, что она существовала только в плане, с отсутствующими частями и без рубрик о том, как её служить. Поэтому они создали их, основываясь на традициях, совершаемых в других церквях, включая их собственные. Когда они пришли к обряду, где что-то, казалось, пропало без вести, они отправились домой к матери-церкви, взяв всё необходимое из Литургии святого Иоанна Златоуста, то есть Херувимскую песнь, сугубую ектенью и другие части восточной литургии. <…> Это был ни восточный, ни западный обряд — это был „западный“ гибридный обряд, который, казалось, соединил всё вместе». 1 мая 1945 года в храме священномученика Иринея впервые совершил богослужение по данному чину.
25 августа 1945 года митрополит Крутицкий Николай (Ярушевич) во время посещения им Парижа возвёл иерея Евграфа в сан протоиерея.
21 ноября 1946 года Патриаршим экзархом в Западной Европе митрополитом Серафимом (Лукьяновым) был назначен администратором (благочинным) всех западноправославных приходов Русской православной церкви.
Митрополит Сурожский Антоний (Блум) так впоследствии описывал его личные качества и деятельность в тот период времени: «Он желал блага Церкви, он был глубоко православным, но он был готов идти порой на неправду для того, чтобы человека убедить. Я помню, когда он приезжал на съезд Содружества, он нам говорил о том, как сейчас растёт западное православие <…> как купола растут и так далее. И потом я ему говорю: „Евграф, что ты нам рассказал? Ничего у тебя этого нет!“ А он отвечает: „Это неважно, я показываю людям купола в небе, и, глядя на эти купола, они начинают строить фундамент, а потом и остальное построят“. <…> Он был готов пойти на обман, на неточность, на неправду, для того, чтобы послужить тому, что он считал больше и важнее этого. Но с другой стороны, он был готов жить впроголодь за свою идею. Я помню, как-то он был у нас, и мы сидели у меня в комнате. Я на него посмотрел, он был одет в довольно элегантную куртку и очень видную, элегантную рубашку, и говорю: „Что случилось, откуда у тебя такая прекрасная рубашка?“ Он говорит: „Я тебе покажу“. И тут он снял куртку, и у него только эта часть рубашки была, все остальное было привязано верёвками. <…> Он был готов отдать последнее, что только у него было, он верил в православие до готовности умереть за него, хотя бы с голоду. Он был готов любого человека подобрать и его вдохновить верой в Бога и открыть перед ним какие-то пути <…> он стал стараться расширить работу и всякому человеку дать возможность приступить к православию, если он даже к этому не готов. Я помню, как он убеждал еврея одного причаститься на Пасху, потому что „Пасха — это ни что иное как еврейская пасха, ставшая христианской“».
Несмотря на рост числа приходов Галликанского обряда в конце 1940-х годов, детище протоиерея Евграфа Ковалевского вызывало всё больше критики. Вызывала нарекания созданная и распространявшаяся протоиереем Евграфом Ковалевским реконструкция галликанской литургии. Архимандрит Дионисий (Шамбо) неоднократно отрицательно высказывался в отношении литургических экспериментов Ковалевского, считая недопустимым богослужебное использование научных реконструкций древних обрядов и полагая, что такие нововведения «опасны и могут лишь дискредитировать Церковь». Архиепископ Орловский и Брянский Фотий (Топиро), совершивший поездку во Францию с 10 августа по 25 октября 1946 года, отмечал в отчёте Патриарху Алексию I: «Литургическая часть во французских православных приходах оставляет желать много лучшего. В особенности это приходится сказать о прот. Е. Ковалевском. Он часто не столько служит, сколько импровизирует, и притом не всегда удачно. Это производит неблагоприятное впечатление на молящихся и заставляет сожалеть как об отсутствии устойчивого литургического текста, так и о поверхностном отношении к совершению богослужения по западному обряду». Отрицательно оценивали его литургические эксперименты литургист Николай Успенский из Ленинградской духовной семинарии и иерей Александр Шмеман из Свято-Сергиевского института. По словам священника Михаила Кайзера литургические эксперименты Ковалевского «никому не понравились из православных в Свято-Сергеевском богословском институте», и «обряд вызвал большие подозрения относительно искренности их усилий. Литургия — не что-то, во что можно играть».
Вызывало протесты и легкомысленное отношение к церковной дисциплине — причастие инославных, неканонические венчания, использование эзотерических практик, а также авторитарные действия и неоправданные финансовые расходы самого протоиерея Евграфа Ковалевского. Этому содействовало то, что возглавлявшие Западноевропейский экзархат митрополиты Евлогий (Георгиевский) и Серафим (Лукьянов) не интересовались проектом, а после ухода митрополита Серафима в 1949 году на покой у Московского Патриархата и вовсе несколько лет не было епископа во Франции. Протоиерей Евграф Ковалевский оказался предоставлен самому себе и начал действовать почти без контроля. Всё это привело к конфликту Ковалевского со многими членами Братства святого Фотия и клириками Западноевропейского Экзархата Русской православной церкви. Митрополит Антоний Сурожский приводит такие слова Владимира Лосского, былого соратника Ковалевского по Братству святого Фотия: «Жалко, что Евграфу дали священство. Потому что дать священство Евграфу — это всё равно что дать револьвер человеку с психическим расстройством», отмечая что изначально Лосский защищал Ковалевского.
В таких условиях, понимая что со временем ему могут грозить церковные прещения, он уже в 1946 году без ведома священноначалия официально зарегистрировал устав «Французской Православной Церкви», а в 1948 года — организацию с таким же названием. Позднее он через подставных лиц смог провести выгодные для себя финансовые сделки: здание институтского общежития, купленное в престижном пригороде Парижа Коломб, было тайно зарегистрировано на Евграфа Ковалевского и его ревностную почитательницу Иоанну Винар. Общины, возглавляемые Ковалевским, становятся всё более изолированными от остальной Русской православной церкви и всё более замкнутыми на своего лидера. Так, архимандрит Дионисий (Шамбо) писал: «У них своя жизнь, сосредоточенная на персоне о. Евграфа (производящая скорее впечатление секты), и объективное мнение ответственных лиц таково, что в этой среде царит атмосфера не только не подлинно православная, но атмосфера нездоровая, некоторые говорят даже — зловонная (духовенство, прихожане, студенты бесцеремонно говорят друг с другом на „ты“, курят, танцуют, ходят по кафе и т. д.)».
В 1951—1952 годы в Западно-Европейском Экзархате встал вопрос избрания нового архиерея Московского Патриархата для служения во Франции. Одним из условий для кандидатов было обязательное наличие французского гражданства. Протоиерей Евграф Ковалевский воспринял сложившуюся ситуацию как шанс для реализации своего давнего желания получить посвящение в архиерейское достоинство, однако был избран не он, а архимандрит Николай (Ерёмин).
14 июля 1952 года Священный Синод Русской православной церкви присудил протоиерею Евграфу Ковалевскому одновременно с В. Н. Лосским и В. Н. Ильиным степень доктора богословия honoris causa.

### Уход из Русской православной церкви и пребывание в Константинопольском патриархате
В конечном итоге спорная деятельность Ковалевского привлекла к себе внимание священноначалия Русской православной церкви. Председатель ОВЦС митрополит Николай (Ярушевич) написал: «Как пастырь протоиерей Е. Ковалевский повинен в более чем свободном обращении с таинствами покаяния, Евхаристии, брака, священства (отрицание необходимости исповеди перед причастием, призывы к причащению и причащение инославных, совершение церковных браков без соблюдения церковных правил, пособничество в неканоническом рукоположении кандидатов священства, самоличное венчание католического священника и представление его к перерукоположению и т. п.). За каждый из таких проступков прот. Е. Ковалевский подлежит строжайшему церковному наказанию».
9 января 1953 года Священный Синод Московского Патриархата распорядился с 15 января освободить протоиерея Евграфа Ковалевского от обязанностей члена Совета при экзархате и предоставить ему отпуск от исполнения обязанностей настоятеля Иринеевского храма и от ректорства в институте святого Дионисия. Совершение им богослужений допускалось лишь с разрешения Председателя Совета экзархата. Данному решению не подчинился и 25 января заявил о выходе из Русской православной церкви вместе с возглавляемыми им приходами западного обряда. В ведении Московского Патриархата во Франции остался только западнообрядный приход Дионисия (Шамбо).
17 февраля 1953 года протоиерей Евграф Ковалевский и покинувшие Московскую Патриархию общины обратились к экзарху Константинопольского Патриарха в Париже митрополиту Владимиру (Тихоницкому) с прошением о принятии их в свою юрисдикцию. На основании этого 27 марта 1953 года решением Священного Синода РПЦ и указом Патриарха Алексия I протоиерей Евграф Ковалевский был исключён из состава РПЦ, но не был подвергнут каким-либо каноническим прещениям.
23 февраля митрополит Владимир согласился принять «галликанские» общины с условием временного совершения в них византийского обряда. 18 мая 1954 года митрополит Владимир поручил преподавателям и литургистам Свято-Сергиевского православного богословского института в Париже образовать комиссию во главе с протоиереем Николаем Афанасьевым для рассмотрения вопросов относительно употребления Галликанского обряда. В конце мая комиссией был составлен отчёт, в котором сообщалось о том, что невозможно «исправление» как Галликанского обряда, так и римского Миссала и использование западного обряда в православной Церкви в целом. Несмотря на отрицательное решение комиссии, 30 июля 1954 года митрополит Владимир утвердил временный устав западноправославных общин, но запретил совершать в них богослужения по Галликанскому обряду до окончательного решения Константинопольского Патриархата. В середине октября того же года делегация общин западного обряда во главе с протоиереем Евграфом Ковалевским встречалась с Константинопольским Патриархом Афинагором, выразившим готовность разрешить служение по Галликанскому обряду. Тем не менее после рассмотрения отчёта комиссии Свято-Сергиевского института Священный Синод Константинопольского Патриархата отказался одобрить представленные Ковалевским литургические чины. 10 ноября 1954 года протоиерей Евграф Ковалевский и его общины объявили о разрыве отношений с Константинопольским Патриархатом. В том же году он был запрещён в священнослужении митрополитом Владимиром (Тихоницким) за «неповиновение церковному авторитету». После этого Ковалевский и возглавляемые им общины несколько лет находились вне какой-либо юрисдикции.
Был участником выставок «Салон художников французской школы» в 1955 и 1958 годах.

### В составе РПЦЗ
В 1960 году «Французская Православная Церковь» вошла в состав Русской Православной Церкви Заграницей, где получила наименование «Православная Кафолическая Церковь Франции». Присоединение к РПЦЗ осуществлял епископ Брюссельский и Западноевропейский Иоанн (Максимович), который с большим пиететом относился к древней галликанской литургической традиции и усматривал в её возрождении не только возврат к богослужебному многообразию древней нераздёленной Церкви, но и видел огромный потенциал для православной миссии в западном мире.
В 1961 году комиссия при Архиерейском Синоде РПЦЗ одобрила представленные протоиереем Ефграфом Ковалевским богослужебные тексты галликанского обряда и допустила использование в общинах Французской Православной Кафолической Церкви григорианского календаря с сохранением старого стиля только в Пасхалии.
11 ноября 1964 года протоиерея Евграфа Ковалевского рукополагают в Скорбященском соборе Сан-Франциско во епископа Сен-Денисского. Хиротонию совершили архиепископ Иоанн (Максимович) и управляющий румынскими приходами РПЦЗ епископ Феофил (Ионеску). Перед рукоположением был пострижен в монашество с принятием имени Иоанн-Нектарий.
2 июля 1966 года скончался архиепископ Иоанн (Максимович), покровительствовавший галликанской миссии. Епископ Иоанн (Ковалевский) обратился в Архиерейский Синод РПЦЗ с просьбой о поставлении ему викариев, рассчитывая, что статус главы «французской группы» теперь повысится до правящего архиерея. Однако архиепископ Антоний (Бартошевич) попросил Синод внимательно ознакомиться с ситуацией. В том же июле 1966 года в Синод поступила информация, что французские приходы западного обряда планируют перейти в ведение Московского Патриархата.
Архиерейский Синод РПЦЗ в сентябре 1966 года поручил руководство делами Французской Православной Кафолической Церкви архиепископу Канадскому Виталию (Устинову), который был командирован во Францию. Архиепископ Виталий сразу заметил, что паства епископа Иоанна (Ковалевского) намного меньше того количества, о котором он писал в своих докладах. 9 октября 1966 года архиепископ Виталий принял участие в заседании чрезвычайного Общего Собрания Православной Церкви Франции. Выяснились весьма неприглядные факты: одному иподиакону Иоанн (Ковалевский) разрешил причащать мирян во внебогослужебное время, причём не в своей, а в соседней Германской епархии. Один из клириков «Православной Церкви Франции» был инославный, рукоположенный без предварительного присоединения к Церкви, и этому клирику со стороны епископа Иоанна (Ковалевского) «было дано указание о возможности внебрачного сожительства». За всё время своего служения этот клирик исповедовался только один раз, причем по настоянию покойного архиепископа Иоанна (Максимовича). Иоанн (Ковалевский) самочинно вводил разные богослужебные чины, по видимому собственного сочинения, не имевшие ничего общего с богослужениями древней Галликанской Церкви. 7 ноября 1965 года он допустил в своём храме масонское поминальное богослужение.
Предчувствуя неминуемые прещения, Иоанн (Ковалевский) 20 октября 1966 года направил в Зарубежный Синод телеграмму: «Епископ и весь клир Православной Католической Церкви Франции, собравшись, уведомляют Синод о своем решении не признавать более Русскую Православную Церковь Заграницей, как высшую инстанцию». С согласия Архиерейского Синода в тот же день Первоиерарх РПЦЗ митрополит Филарет (Вознесенский) направил Иоанну (Ковалевскому) ответную телеграмму: «Ввиду сообщения, что Вы и часть Вашего клира отказались от канонического послушания Архиерейскому Синоду, Вы запрещаетесь в священнослужении с преданием Вас церковному суду».
Епископ Иоанн не придал значения этому запрещению и продолжал служить. Пастве он говорил, что поддержка со стороны РПЦЗ была нужна ему только до тех пор, пока она интересовалась жизненными целями «Французской Церкви». Однако не все последователи Иоанна (Ковалевского) предпочли покинуть РПЦЗ. Немногочисленные оставшиеся французские приходы западного обряда вошли в состав Женевской и Западно-Европейской епархии РПЦЗ. При этом галликанский обряд в нескольких оставшихся общинах сохранялся при условии совершения византийского обряда как основного.

### Последние годы жизни и попытка нормализации канонического статуса
В конце того же года Иоанн (Ковалевский) обратился к предстоятелям Православных Поместных Церквей с просьбой о принятии ФКПЦ с сохранением галликанского обряда. По видимому, к этому времени относится рассказ митрополита Антония (Блума), возглавлявшего тогда Западноевропейский экзархат Московского Патриархата, о просьбе Иоанна (Ковалевского) принять его в клир Московского Патриархата: «Я ему говорю: „Хорошо, составь список своего духовенства и список своих приходов — где, сколько их и сколько народу в каждом приходе“. И оказалось колоссальное количество народа. Я не был готов верить Евграфу на слово и поэтому проверил. И оказалось, что он записал всех прихожан каждого прихода во все приходы. Получалось, что был полный список прихожан, и этот полный список переходил из прихода в приход, так что получалось действительно очень большое число <…> Его не приняли. Я был против этого, и многие другие были против этого».
9 февраля 1967 года Архиерейский Синод РПЦЗ лишил епископа Иоанна (Ковалевского) архиерейского и иерейского сана и низвёл его до положения простого монаха.
Предпринимал попытки урегулирования канонического статуса своей юрисдикции. В 1967 году начал переговоры с Румынским патриархом Юстинианом, но, умер, не успев их завершить. Присоединение «Православной Католической Церкви Франции» к канонической Румынской Православной Церкви состоялось только в 1972 году.
Скончался 30 января 1970 года в госпитале Бон Секур в Париже. Похоронен 3 февраля 1970 года на кладбище Пер-Лашез в Париже.

## Некоторые публикации
- Дело о рукоположении в священника Западно-Православной Вознесенской церкви в г. Париже [рукопись :] : автограф. — [Б. м.], 1937 г. — 6 лл. (2 ч.). — (Материалы о присоединении к Русской Православной Церкви евангелическо-католической группы во главе с епископом Л. К. Винартом).
- Le pouvoir souverain dans l’Egllse: Pouvoir d’economie divine: Essai exegetique sur Jean XX:19 a 23. — Paris: Ed. Oecimeniques Setor, 1948. — 31 p.
- La Sainte Messe selon l’ancien rite des Gaules ou Liturgie selon S. Germain de Paris. Le canon eucharistique de l’ancien rite des Gaules. (1956)
- Homélies. Quelques enseignements spirituels donnés en l’Eglise Saint Irénée. (1971)
- Message de Noël.
- Pierre et Paul. Leur signification. Leur place dans la tradition chrétienne catholique orthodox.
- Quarante Degrés ou quarante Immolation de Carême.
- La Sainte Messe selon St Germain de Paris et le chant des fideèles.
- Initiation à la Genèse.
- Technique de la priere. L’Institut St. Denis; Presence Orthodoxe, 1971. 218 p.
  - A Method of Prayer for Modern Times, Praxis, 1993, ISBN 978-1872292182.
- Le chemin de la vie et la destinée de l'âme après la mort.
- Ezéchiel.
- Le mystère des origines.
- Initiation trinitaire.
- La liturgie céleste.
- Marie, Vierge et Mère.
- Les chemins de l’homme.
- Le Verbe incarné.
- La quête de l’Esprit.
- Le sens de l’exode.
- Le carême.
- Auferstehung und zukunftige Welt: Oecumenische texte und Studien Edel Verlag. — Marburg, 1959.
- Arbeit, Ruhe, Gebet. — Marburg, 1964.